# Vithakad petrell
Vithakad petrell (Procellaria aequinoctialis) är en fågel i familjen liror inom ordningen stormfåglar.

## Utseende
Vithakad petrell är en stor (55 cm) och sotsvart petrell med ljus näbb. På strupen och hakan syns varierande inslag av vitt, som gett arten dess namn. Handpennornas undersida kan verka silvriga. Jämfört med andra mörka liror och petreller är den störst och saknar olikt både större och mindre sotpetrell svart näbbspets. 

## Utbredning och systematik
Fågeln förekommer i Antarktiska oceanen så långt norrut som södra Australien, Peru och Namibia. Den häckar i kolonier i Sydgeorgien, Prins Edwardöarna, Crozetöarna, Kerguelen, ögrupperna Auckland-, Campbell- och Antipodöarna utanför Nya Zeeland och fåtaligt även i Falklandsöarna. Den behandlas antingen som monotypisk, det vill säga att den inte delas in i några underarter, eller delas in i två underarter med följande utbredning:
- Procellaria aequinoctialis aequinoctialis – häckar på småöar i tempererade och subantarktiska delarna av Atlanten och Indiska Oceanen, från Falklandsöarna till Kerguelen
- Procellaria aequinoctialis steadi – häckar på subantarktiska öar i Nya Zeeland

Två fynd har gjorts i Europa, 25 maj 2020 i Orkneyöarna och utanför Irland 15 september 2021.

## Status och hot
Även om tillförlitliga uppskattningar om dess historiska populationer saknas tros arten minska kraftigt i antal till följd av hög dödlighet orsakad av långrevsfiske. Den tros också vara utsatt för bopredation och påverkas negativt av habitatförstörelse på häckplats. Internationella naturvårdsunionen IUCN anser den därför vara hotad och placerar den i hotkategorin sårbar. Världspopulationen har tidigare uppskattats till tre miljoner vuxna individer.